# 代田連絡線
代田連絡線（だいたれんらくせん）は、小田急電鉄小田原線世田ヶ谷中原駅（現・世田谷代田駅）から京王帝都電鉄（現・京王電鉄）井の頭線代田二丁目駅（現・新代田駅）間を結んでいた鉄道路線（連絡線）。全区間が東京都世田谷区代田にあった。
戦時中に敷設・使用され、戦後まもなく撤去されたため、地図や地形図などには代田連絡線の存在を示すデータはほとんど残っていないが、昭和20年測図の1万分の1地形図に記載されている。このほか残っているのは東京都の都市計画図などの内部資料のみである。

## 路線データ
- 路線距離（営業キロ）:644m（一般営業路線ではない）
- 軌間:1067mm
- 駅数:2駅
- 複線区間:なし（全線単線）
- 電化区間:全線（直流1500V）

## 歴史
1945年（昭和20年）5月25日の東京大空襲（山の手大空襲）で、東京急行電鉄井の頭線（→京王井の頭線）永福町駅にあった永福町検車区が被災し、渋谷 - 神泉間のトンネルに駅員らが人力で避難させた2両などを除いた井の頭線の大半の車両が焼失してしまった。しかも、井の頭線は接続する路線との連絡線が全くなく、車両補充が著しく困難であった。このため、軌間の同じ（1067mm）東急小田原線（→小田急小田原線）世田ヶ谷中原（現・世田谷代田） - 東急井の頭線代田二丁目（現・新代田）間に代田連絡線を敷設し、他路線からの借入車や新車の搬入、被災車両の搬出、借入車の返却を行うことになった。そのため、資材不足から橋台が枕木の橋梁や軟鉄架線である（通常、架線には銅が使用されるが、京成電鉄でも軟鉄を一時採用していた）など、応急処置的要素が強い路線だった。建設用地は強制収用された土地が当てられた。
当時、井の頭線に優先投入された新車は、経堂工場で整備され、井の頭線に送られていた。
その後、1948年（昭和23年）6月1日に俗に「大東急」と呼ばれていた当時の東京急行電鉄から小田急電鉄・京王帝都電鉄（現・京王電鉄）・京浜急行電鉄が分離独立し、代田連絡線は井の頭線と共に京王帝都電鉄の路線となった。
その後も被災車両の搬出更新・新車の搬入に使用されたが、やがて使用機会が減少し、用地が戦時中の強制収用という形で買収されていたため、沿線住民から軌道撤去・用地返還請求が出たこと、さらに被災車両の更新終了後に新車は陸送に変更されたため存在意義が消滅したことなどから、1952年（昭和27年）に使用を停止し、翌年までにレール・架線を含む全設備が撤去された。
- 1945年（昭和20年）6月 東京急行電鉄が代田連絡線世田ヶ谷中原（現・世田谷代田） - 代田二丁目（現・新代田）間を開通。
- 1946年（昭和21年）8月20日 世田ヶ谷中原駅が世田谷代田駅に改称。
- 1948年（昭和23年）6月1日 京王帝都電鉄（当時。現・京王電鉄）の路線となる。
- 1951年（昭和26年）沿線住民205名が軌道撤去を京王に要求、署名陳情書を官公庁に提出[4]。
- 1952年（昭和27年）使用停止。
- 1953年（昭和28年）10月 レール・架線を含む全設備撤去。

## 概要
前述の理由から代田連絡線は旅客扱いをしない、井の頭線車両の搬出入を目的とした貨物線（連絡線）として山の手大空襲によって焼け野原になった辺りに応急的に敷設された。空襲による被害は世田谷代田の側が大きく、焼け残った家屋も一部取り壊して敷設が行われている。その後の復興によって周辺には住宅が増えていくが、一部には畑も見られた。

### 駅一覧・接続路線
| 開業時の駅名   | 現行の駅名!!接続路線名       | 現行の路線名   |
| -------------- | ---------------------------- | -------------- |
| 世田ヶ谷中原駅 | 世田谷代田駅\|\|東急小田原線 | 小田急小田原線 |
| 代田二丁目駅   | 新代田駅\|\|東急井の頭線     | 京王井の頭線   |

## 廃止後

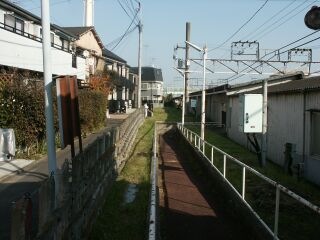
小田急小田原線世田谷代田駅裏にあった廃線跡（地下化前の撮影）

### 廃線跡
使用停止・撤去後の廃線跡はまもなく住宅地に転用され、一部の住宅がかつての連絡線上に連なって建てられているが、それ以外の痕跡はほぼ見られなくなっている。
小田急小田原線世田谷代田駅の上りホーム裏に一部廃線跡が残っていたが、同線の地下化・複々線化工事により消滅、完成後は駐輪場となり、通路には軌条と枕木を模したラインが描かれている。
なお、京王井の頭線代田二丁目駅（→新代田駅）の構内渋谷寄りには、代田連絡線の廃止後も1990年代ころまで渡り線（分岐器）が残存していたが、これは代田二丁目行き下り電車の折り返しのために設置されたもので、代田連絡線と直接の関係はない。しかし、永福町車庫からの被災車両の搬出のための入換には、当然ながら使われたものと思われる。後に渡り線は撤去され、ロングレールに交換されている。